# Уичита (народ)

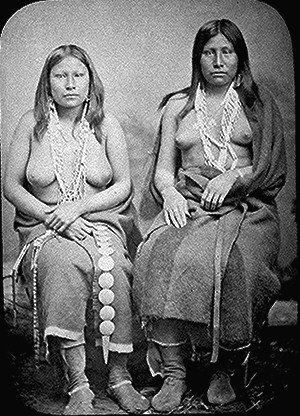
Девушки из племени уичита, фотограф Уильям С. Саул (William S. Soule), 1870

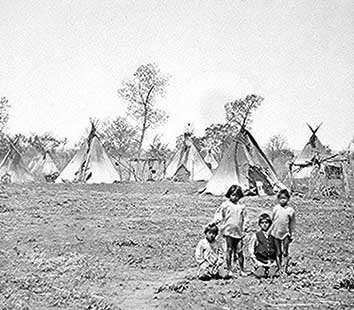
Лагерь уичита, 1904

Уичита, вичита, вичиты, Wichita — индейский народ, а также одноимённое племя, обитавшие в США на территории современных штатов Канзас, Оклахома и Техас, и говорившие на языке уичита каддоанской семьи. В настоящий момент численность их составляет около 2500 человек, из которых около 1900 проживают в резервации штата Оклахома.

## Археология
В Канзасе обнаружены многочисленные археологические памятники с общими чертами, известные под коллективным названием «Большая излучина» или «Большая дуга» (Great Bend). Радиоуглеродная датировка относит эти памятники к периоду между 1450 и 1700 годами. Предполагается, что памятники Большой Дуги являются предшественниками народа уичита, который впервые встретили и описали Франсиско Васкес де Коронадо и ряд других европейских путешественников. О встрече с европейцами говорят немногочисленные артефакты европейского происхождения, такие, как кольчуга и железный топор.
Археологические данные показывают, что обитатели Большой дуги практиковали смешанное натуральное хозяйство, основанное на земледелии, охоте, собирательстве и рыболовстве. Деревни находились на верхних террасах рек, а культурные растения (кукуруза, бобы, тыква и подсолнечник) выращивались в речных долинах. Из дикорастущих растений уичита собирали лесные орехи, сливу, виноград, пекан и плоды дерева каркас.
При раскопках обнаружены кости таких животных, как бизон, лось, олень, вилорогая антилопа и собака.
При раскопках некоторых поселений обнаружены останки необычных сооружений, известных как «кольца совета». Это кольца обычно располагаются в центре поселений, и как показали результаты археологических раскопок, обычно они состояли из центрального патио в окружении полуподземных сооружений. Назначение данных кругов остаётся неясным. Уолдо Уэдел (Waldo Wedel) предположил, что это могли быть церемониальные сооружения, возможно, обсерватории для наблюдения солнцестояний, то есть имели то же назначение, что и кольцевые канавы в мезолитической Европе. Недавний анализ показал, что большинство артефактов неместного происхождения встречаются почти исключительно внутри данных кругов, что свидетельствует о принадлежности этих кругов местной знати или жрецам. Некоторые археологи всё же допускают возможность, что круги играли оборонительную роль.

## Характеристика
Народ уичита представлял собой довольно рыхлую конфедерацию четырёх племён, обитавших в восточной части Великих равнин. В объединение помимо собственно племени уичита входили близкородственные по языку племена вако, тавехаши или таовайя, тавакони. Их традиционными летними жилищами были индейские землянки, а зимой они покидали их и уходили охотиться на бизона. Уичита занимались охотой и земледелием, были успешными торговцами и переговорщиками. Их территория простиралась от Сан-Антонио в Техасе на юге до Грейт-Бенда в Канзасе на севере. Полуоседлые по характеру, в начале XVIII века они занимали северную часть Техаса и торговали с другими равнинными индейцами по обоим берегам Красной реки, а на юге — вплоть до Вако (Техас).
Уичита татуировали свои лица и тела сплошными и точечными линиями и кругами. Себя они называли «людьми с глазами енота» (Wichita Kitikiti’sh) из-за татуировки вокруг глаз. Они носили одежду из дублёной шкуры, а женщины нередко украшали платья зубами лося.

## Контакт с европейцами и упадок
Численность народа уичита (с учётом всех четырёх племён) к моменту контакта с европейцами, по максимальным оценкам, могла составлять около 200 тысяч человек. Испанский конкистадор Франсиско Васкес де Коронадо обнаружил несколько поселений на территории современного штата Канзас. Коронадо писал:

«… Все эти племена враждуют друг с другом… Эти люди кивира (Прим. — позднее известные как уичита) имеют преимущество перед прочими благодаря своим домам и выращиванию кукурузы».
К 1719 году уичита под давлением мигрировавших к тому времени с востока группы племён сиу-дегиха, в частности канза, осейджей, куапо, переселились на юг, на территорию будущего штата Оклахома и дальше, в северный Техас. Позднее, во время Гражданской войны группа уичита вернулись на север в Канзас и основали поселение на месте современного города Уичита.
Численность уичита после контакта с европейцами из-за эпидемий и череды войн с соседними племенами, особенно с команчами, стала постепенно сокращаться. В 1778 году, по оценкам, оставалось приблизительно 3200 членов племени. К 1868 году численность, согласно переписи, составляла 572 человека. Наибольшее сокращение населения уичита, по мнению американских этнологов, относится к 1896 году, когда их было всего 365 человек. Однако согласно переписи 1937 года, официально оставалось около 100 уичита. В XX веке численность уичита, как и других племён в США, стала расти, и этот рост продолжается: 460 человек (1950, перепись), 750 человек (1977), 1170 человек (1984), 1275 человек (1990, перепись), 1798 человек (1995), 1912 человек (1998), 2052 человека (1999), 2174 человека (2001), 2254 человека (2003), 2354 человека (2005). В 2007 году численность уичита составила 2526 человек .
С 1997 года правительство США официально признаёт «племя» «Уичита и союзные племена» англ. Wichita and Affiliated Tribes (уичита, кичаи, вако и тавакони) в штате Оклахома, называвшееся прежде просто уичита. Администрация данного образования находится в г. Анадарко, штат Оклахома. В настоящее время президентом является Лесли Стендинг. Вместе с племенами кэддо и делаварами западной Оклахомы уичита и союзные племена владеют 257 квадратными километрами земельных угодий.